# 維多利亞多管發光水母
維多利亞多管發光水母（學名：Aequorea victoria），又名水晶水母、水晶果凍水母，是一種分佈在北美洲西岸、能發光的水母，它們曾被認為是下村脩所發現、Aequorea aequorea之異名。原先維多利亞多管發光水母用來描述分佈在太平洋的變種，aequorea則是指分佈在大西洋及地中海的群落，後來此分法受到質疑，下村脩亦確認它們之間有很大差異。下村脩、馬丁·查爾菲及錢永健也因發現及改造綠色螢光蛋白而獲得2008年的諾貝爾化學獎。

## 特徵

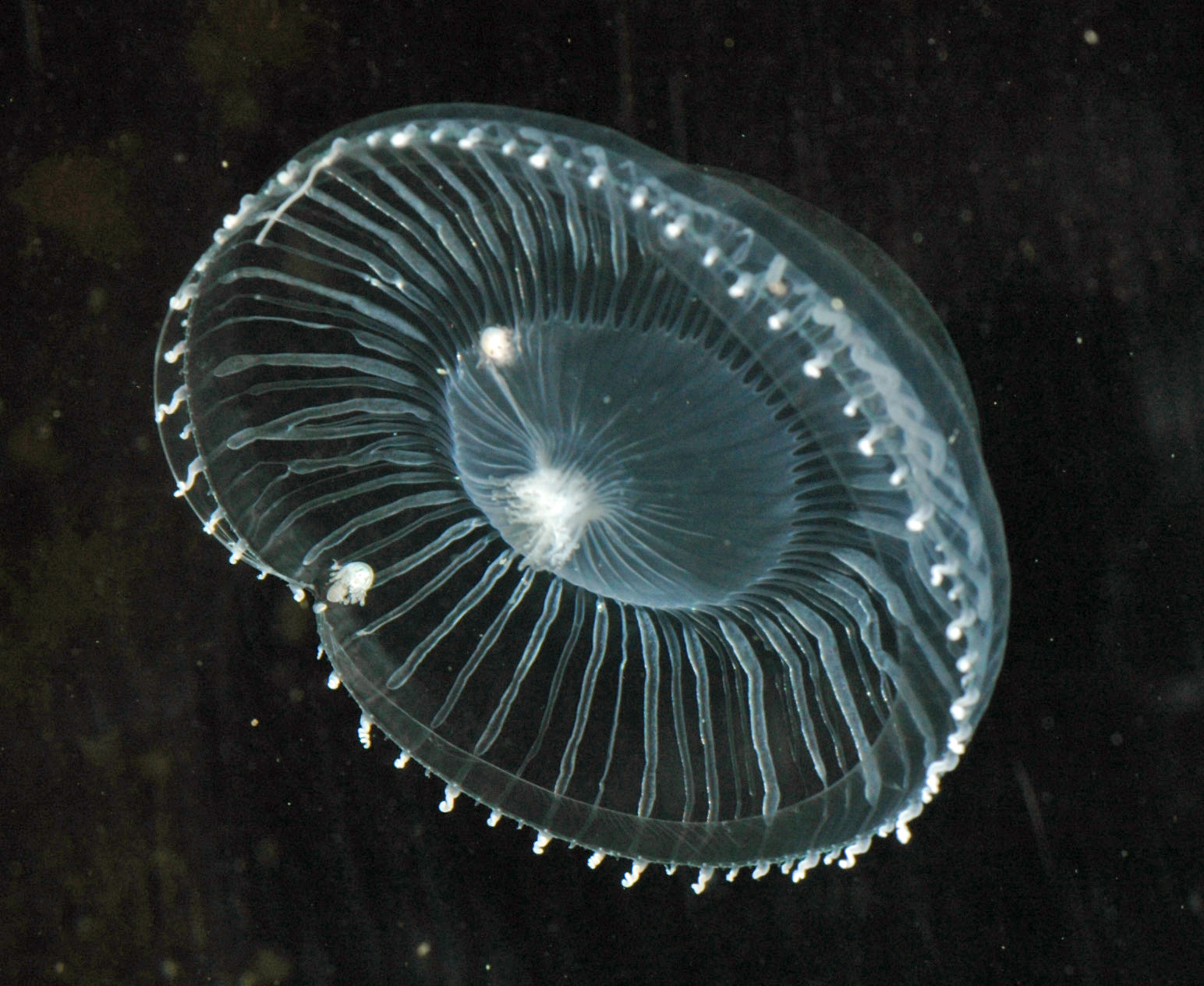
維多利亞多管發光水母的腹面。

維多利亞多管發光水母差不多是完全透明及無色的，有時難於分辨。它們的口伸縮幅度很大，連同垂管位於中央，輻管數量達100條，一直延伸到傘膜邊緣。其傘膜邊緣由150條不平均的觸鬚包圍，觸鬚上有刺細胞可以幫助捕捉獵物，不過對人類就沒有效。大於3厘米的水母一般都有繁殖用的性腺，性腺沿輻管延伸。傘膜周圍有肌肉的緣膜，當伸縮肌肉時就可以幫助運動。較大標本的下傘經常有𧊕亞目出沒，有時甚至會棲息在輻管內。

## 分佈
維多利亞多管發光水母分佈在太平洋西岸，由白令海至南加利福尼亞州。底棲的水螅形會於春末長出水母體，水母體會飄浮及游到東太平洋近岸及離岸地區。

## 分辨
多管水母屬的物種幾乎很難分辨，但在形態上可以觀察觸鬚的數量、輻管的數量、邊緣耳囊的數量及大小，雖然觸鬚及輻管數量往往會隨著大小而改變；青色多管水母一般出沒在東太平洋的離岸地區，很少會在加利福尼亞州中部及星期五港（Friday Harbor），不過有時會出沒於維多利亞多管發光水母的分佈地。青色多管水母的外形上較維多利亞多管發光水母大、輻管也較多。不過也有在兩者體型之間的水母，使分辨更為困難。

## 生命周期
維多利亞多管發光水母的生命模式是二形的，無性的水螅形及有性的水母體。無性的幼水母體於春末出生，其畢生都是浮游的。水母體的第一個階段生長得很快，當長約3厘米時就會長出配子進行有性繁殖。每一隻水母體只有一個性別：雄性或雌性。水母體的性腺內每天都有卵及精子成熟，提供足夠的食物後，它們就會被排到水柱進行受精及形成水螅群落。水螅生長在堅硬或岩石材質的海底，並會於春天在未知的環境提示下無性地長出水母。水母體一般壽命為6個月，由春末至秋天止。

## 自然歷史
維多利亞多管發光水母吃軟體生物，與及一些甲殼類的浮游動物，如橈腳類、蟹的蚤狀幼體、藤壺幼生及其他浮游生物。它們也會吃凝膠狀生物，包括櫛水母、尾海鞘綱及其他水螅和水母（包括同種的）。它們會用觸鬚誘捕獵物並吞下，可以吞下其體形一半的食物。維多利亞多管發光水母的密度是與浮游動物的密度成反比，顯示在同一環境下存在著競爭。

## 掠食者
多管水母屬的水母體是獅鬃水母、櫛水母、管水母及其他水螅和水母的獵物，它們也會同類相食。很多較大型的都會有寄生的水母鉗𧊕依附在下傘或上傘，甚至在水母中挖穴而不致命。

## 發光

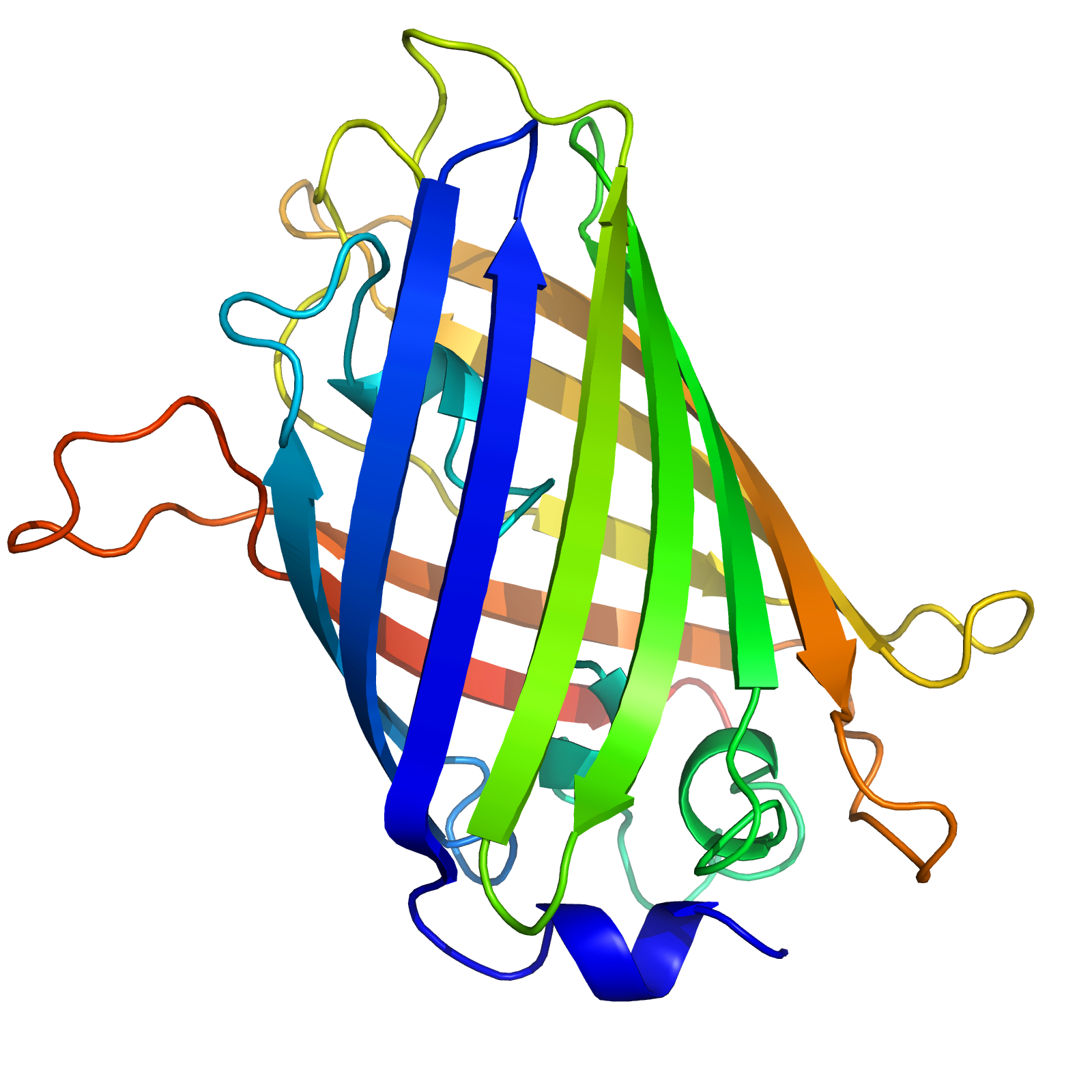
綠色螢光蛋白的構造。

維多利亞多管發光水母能夠放出藍色的螢光。這是透過快速釋放與水母素相互作用的鈣離子（Ca2+）生成的。所放出的藍光會被綠色螢光蛋白轉變為綠光。水母素和綠色螢光蛋白都是生物學研究的重要工具。
於1961年，下村脩等人從大量的多管水母屬中分離出水母素及腔腸素。他們發現生物發光是由鈣離子引發的。這項研究開展了對綠色螢光蛋白的研究。於1967年，研究人員將水母素注入藤壺的肌肉組織內，觀察肌肉運動時的鈣離子訊號。
下村脩因聯同馬丁·查爾菲及錢永健對綠色螢光蛋白的研究而獲得2008年的諾貝爾化學獎。

## 外部連結
- 維多利亞多管發光水母的介紹
- 綠色熒光蛋白的動畫 （页面存档备份，存于）
- Molecular Expressions （页面存档备份，存于）